# Douglas DC-8 (avión de pasajeros a hélice)
El Douglas DC-8 fue un avión de pasajeros de motor de pistones proyectado por Douglas Aircraft. Un prototipo construido más de una década antes del reactor de pasajeros DC-8, el DC-8 de pistones iba a tener hélices en la cola, una idea usada por primera vez en Douglas por Edward F. Burton en un proyecto de caza. El proyecto de avión de pasajeros fue cancelado después de que los costes de desarrollo no lo hicieran comercialmente viable. 

## Diseño y desarrollo
Basado en el cancelado XB-42, el programa comenzó poco después del final de la Segunda Guerra Mundial. Estaba previsto que operase en rutas de corto y medio alcance, llevando entre 40 y 48 pasajeros en una entonces novedosa cabina presurizada (de la que había sido pionero el 307, en 1938, pero que todavía no era de uso estándar en las líneas aéreas).
El DC-8 iba a usar los mismos Allison V-1710 que el XB-42 (calibrados a 1025 kW (1375 hp)), colocados por debajo e inmediatamente detrás de la cabina. Iban a impulsar hélices contrarrotativas en la cola, como el XB-42, a través de ejes de transmisión bajo el suelo de la cabina (una disposición que recuerda a la del P-39). Esta disposición, también propuesta para el avión de uso general Cloudster II, reducía la resistencia un 30 % y eliminaba los problemas asociados al control de un avión con un motor apagado. El acceso a la cabina habría sido mediante escalera, a través de una puerta simple en el lado de babor.
A pesar de que las prestaciones previstas superaban a las de los aviones de línea convencionales de dos motores, la excesiva complejidad y los altos costes de desarrollo (con unos precios y costes operativos consecuentemente altos) significaron que se prefirieran modelos menos arriesgados, como el 240 y el 2-0-2, y el DC-8 fue abandonado antes de que se construyera el prototipo.

## Especificaciones
Referencia datos: El DC-8 que podría haber sido.

### Características generales
- Tripulación: Tres
- Capacidad: 48 pasajeros
- Longitud: 23,7 m (77,8 ft)
- Envergadura: 33,6 m (110,2 ft)
- Altura: 9,8 m (32 ft)
- Superficie alar: 102,6 m² (1104,4 ft²)
- Perfil alar: Douglas S-17
- Peso vacío: 11 074 kg (24 407,1 lb)
- Peso cargado: 18 144 kg (39 989,4 lb)
- Planta motriz: 2× motor lineal V-12 refrigerado por líquido Allison V-1710-G4L/R.
  - Potencia: 1200 kW (1654 HP; 1632 CV) cada uno.

### Rendimiento
- Velocidad nunca excedida (Vne): 451 km/h (280 MPH; 244 kt) a 6150 m (20 200 pies)
- Velocidad crucero (Vc): 381 km/h (237 MPH; 206 kt) a 3050 m (10 000 pies), al 60 % de potencia
- Alcance: 3814 km (2059 nmi; 2370 mi)
- Techo de vuelo: 9296 m (30 499 ft)
- Régimen de ascenso: 4,8 m/s (945 ft/min)

## Aeronaves relacionadas

### Desarrollos relacionados
- XB-42 Mixmaster
- XB-43 Jetmaster